# Phelios
Phelios (フェリオス, Feriosu) est un jeu vidéo shoot 'em up sorti en 1988 sur arcade (System 2) puis converti en 1990 sur Mega Drive. Le jeu a été développé et édité par Namco.

## Description
Phelios est un shoot'em up inspiré par la mythologie grecque. Le joueur incarne Apollon et doit secourir Artémis, prisonnière du démon Typhon. Le but est d'avancer dans les sept niveaux du jeu en tirant sur les ennemis et en prenant soin de ramasser les nombreux bonus que certains d'entre eux laissent derrière eux.